# Capuleti in Montegi
Capuleti in Montegi (ital. I Capuleti e i Montecchi) so opera v dveh dejanjih (štirih slikah) Vincenza Bellinija. Libreto je napisal Felice Romani po italijanski predlogi Luigija Scevole iz leta 1818 (ne pa neposredno po znameniti tragediji Romeo in Julija Williama Shakespeara). Krstna predstava je bila v beneškem opernem gledališču La Fenice 11. marca 1830.

## Ozadje nastanka opere
Bellini je iz Benetk dobil povabilo, naj bi vodil skušnje za postavitev svoje opere Pirat v gledališču La Fenice v januarju 1830. V Benetke je zato prišel konec decembra 1829 in bil nad mestom in prebivalci takoj prevzet. Spoznal se je s primadono beneškega gledališča Giuditto Grisi, ki bo nastopila v njegovi operi. 16. januarja je po premieri doživel pravo zmagoslavje - opera je občinstvo spravila v pravi delirij. Do hotela so ga nekaj časa nosili na ramenih, nato še v dolgem sprevodu gondol. 
Medtem je vodstvo beneške opere ob tradicionalnem pustnem karnevalu naročilo novo opero pri skladatelju Giovanniju Paciniju. Vendar so se kmalu pojavile govorice, da skladatelja ne bo v mesto in da tudi zanje ne bo napisal nove opere. To se je hitro tudi potrdilo. Vodstvo opere se je brž obrnilo na Bellinija, ki je bil še v mestu, naj sam napiše novo opero. Prvič je Bellini ponudbo odklonil. Vendar je pod pritiskom oblasti, prijateljev, umetnikov, samega generalnega konzula Sardinije in pevke Giuditte Grisi na koncu popustil in 20. januarja 1830 podpisal 1800 dukatov vredno pogodbo. Krstna predstava je bila napovedana že za 1. marec, v čas pustnega karnevala. Bellini se je znašel v nezavidljivem položaju - ni imel napisane glasbe, ni imel libreta in ne idej, časa pa le mesec dni in pol.
Takoj je k sebi v Benetke poklical Feliceja Romanija. Tam se je srečal s skladateljem in Giuditto Grisi. Ta je hitro predlagala snov za novo opero, in sicer Romea in Julijo. Libretistu je misel ugajala, saj je razpolagal s svojim libretom o dveh veronskih zaljubljencih, na katerega je pet let poprej glasbo že sicer napisal Nicola Vaccai. A ker mu ga ni plačal, ga je odstopil Belliniju. Skladatelj je spremenil naslov opere v Capulete in Montege iz obzirnosti do svojega neapeljskega profesorja Zingarellija, ki je leta 1796 napisal opero z enakim naslovom.
Ker je bilo časa izredno malo, je Bellini uporabil veliko glasbe iz svoje prejšnje opere Zaira, s katero je v Parmi doživel velik neuspeh. Libretist je prilagajal stihe napisani glasbi, določene dele besedila je napisal na novo, spremenil je določene prizore. Bellini je izza klavirja dnevno presedel deset do dvanajst ur. Po tem času je sprejemal povabila na večerje raznih visokih družin. Vmes se je tudi močno prehladil in kašelj ga je oviral pri delu. 
Prve skušnje za orkester so se začele 21. februarja, 1. marca je bila že skušnja prvega dejanja. Težave je imel tudi s pevci, saj jim niso ugajale njihove kavatine, zato so se mu upirali. Grisijevo je skladatelj prepričal, tenoristu Bonfigliju pa je moral celo zagroziti z dvobojem, da mu ni bilo potrebno spreminjati njegovege kavatine.

### Krstna predstava
11. marca so v gledališču uprizorili novo opero. Po neuspehu Zaire se je skladatelj bal slehernega krsta svoje nove opere. Negotovosti je bilo kmalu konec. Po uverturi se je po dvorani razširil val ugodja in odobravanja. Vrstili so se prizori navdušenja in norenja, časopisi so bili polni hvale o glasbi, uprizoritvi in pevski zasedbi. Opero so v tisti sezoni ponovili devetkrat. Zadnja predstava je izzvala viharne manifestacije, predstavo so neprestano prekinjali, pevce in skladatelja so klicali na oder. Z galerije in lož so padale slike Bellinija in obeh glavnih pevk v podobi veronskih zaljubljencev, golobčki so preletavali gledališče, dame so mahale s svilenimi robčki. Občinstvo je ostalo v dvorani še celo uro in vzklikalo ter norelo. Uspeh je bil popoln. 

## Osebe
- Capellio - bas
- Julija, njegova hči - sopran
- Romeo - mezzosopran
- Tebaldo, Julijin zaročenec - tenor
- Lorenzo, Julijin zaupnik - bas
- Capuleti, Montegi, služabniki

## Vsebina
Zgodba se dogaja v 13. stoletju v Veroni.
Predzgodba: Julija je zaročena s Tebaldom, vendar je že spoznala in se zaljubila v Romea. Tega nihče razen Lorenza ne ve. Situacija se zaplete, ko Romeo v bitki nehote ubije Capellijevega sina in Julijinega brata.

### Prvo dejanje

#### Prva slika
Palača Capuletov
Capellio in Tebaldo nagovarjata svoje privržence in svetujeta, naj zavrnejo mirovno ponudbo, ki bi jo moral prinesti Romeov odposlanec. Tebaldo pravi, da bo maščeval umor, da bi tako proslavil svojo poroko z Julijo. Capellia pozove, da naj bo poroka čimprej. Lorenzo ugovarja, da je Julija bolna. Capellio vseeno izjavi, da bo poroka takoj. Zato Tebaldo javno razglasi svojo ljubezen do Julije. Capelliovi možje se začno pripravljati na poročni dan. 
Vtem vstopi Romeo, preoblečen v Montegijevega odposlanca. Ponuja jim mir, ki ga zagotavlja edinole poroka Romea in Julije. Pojasni, da Romeo zelo obžaluje smrt Capellijevega sina. Capuleti njegovo ponudbo zavrnejo, zato Romeo sprejme njihovo napoved vojne.

#### Druga slika
Julijina soba
Julija izjavi, da je razočarana nad vsemi poročnimi pripravami. Lorenzo vstopi in razloži, da je poskrbel, da Romeo pride k njej skozi skrivna vrata. Ko vstopi Romeo, skuša prepričati Julijo, naj pobegne z njim. Ona ga zavrne, saj se boji razočarati očeta. Zaslišijo se zvoki poročnih priprav, zato Julija poziva Romea, naj odide. 
Capuleti se pripravljajo na prihajajočo poroko. Romeo se preoblečen v odposlanca vrne in Lorenzu, ki ga takoj prepozna, pove, da čaka podporo svojih vojakov, ki nameravajo preprečiti poroko. Lorenzo skuša Romea ustaviti, a se boji med sprtima stranema že začnejo.
Med spopadom k Juliji ponovno pride Romeo, odločen, da jo tokrat res odvede s seboj. Presenetijo ju Capellio, Tebaldo in oboroženi vojaki. Šele sedaj Capuleti izvejo, da je odposlanec v resnici osovraženi Romeo. Ta javno prizna svojo ljubezen do Julije.
Spopadu se ni mogoče izogniti.

### Drugo dejanje

#### Tretja slika
Drugi del palače
Julija čaka na novice o bojih. Vstopi Lorenzo in ji takoj pove, da Romeo živi, a ga bodo kmalu odpeljali v Tebaldov grad. Ponudi ji rešitev: vzeti mora uspavalni napoj, ki bo dal videti, da je umrla. Nato jo bodo odpeljali v grobnico njene družine, kjer bo poskrbel, da bosta Romeo in ona sama, ko se prebudi. V stanju neodločnosti razmišlja o svojih možnostih in izraža dvome o rešitvi. Julija v naglici premaga strahove in izpije napoj, saj sliši očetove korake. Capellio ji pove, da bo poroka s Tebaldom ob zori. Julija pove, da je blizu smrti in prosi očeta za odpuščanje. Capellio jo zavrne. Svojim možem naroči, naj priprejo Lorenza, ki se mu zdi sumljiv.
Romeo prihiti, da bi poiskal Lorenza. Ker je ta priprt, naleti na Tebalda. Ko se začneta bojevati, se zasliši zvok pogrebne procesije. Ustavita se in poslušata ter ugotovita, da je Julija umrla. Smrtna sovražnika sta združena v bolečini mrtvega dekleta.

#### Četrta slika
Grobnica rodbine Capuleti
Romeo skupaj s svojimi privrženci vstopi v grobnico. Zavedajoč se, da bo njegovo edino dejanje smrt, izpije strup in, ko se uleže poleg nje, zasliši vzdih, nato zvok njenega glasu. Julija se zbudi in iz pogovora z Romeom izve, da ni vedel ničesar o njeni navidezni smrti in o Lorenzovem načrtu. Skrušena je, ko izve, da je Romeo izpil strup. Julija si želi umreti skupaj z ljubljenim, zato še sama izpije strup.
Romeo umre, nekaj trenutkom kasneje pa tudi Julija mrtva pade na ljubimčevo telo. Tedaj vstopi Capellio s privrženci. Navzoči onemijo nad pogledom mrtvih zaljubljencev.

## Glasbeni primer
- kavatina Tebalda, poje Juan Diego Florez